# Feta Fetai
Feta Fetai, né le 11 mai 2005 à Skopje en Macédoine du Nord, est un footballeur albanais qui évolue au poste de milieu défensif au Lokomotiva Zagreb.

## Biographie

### En club
Né à Skopje en Macédoine du Nord, Feta Fetai est issu d'une famille originaire d'Albanie. Il est formé en grande partie au KF Shkupi avant de poursuivre sa formation au Rabotnički Skopje. Il signe son premier contrat professionnel en 2020, d'une durée de quatre ans.
Le 1er juillet 2023, Feta Fetai prend la direction de la Croatie en signant en faveur de l'un des clubs de la capitale, le NK Lokomotiva Zagreb.
Il joue son premier match pour le club le 4 août 2023, lors d'une rencontre de première division croate face au NK Varaždin. Il entre en jeu à la place de Mateo Marić (en) et les deux équipes se neutralisent (3-3 score final).

### En sélection
Feta Fetai représente dans un premier temps son pays de naissance en sélection, la Macédoine du Nord. Il commence avec les moins de 18 ans pour un total de trois matchs joués en 2023.
Fetai décide ensuite de défendre les couleurs de l'Albanie et joue son premier match avec l'équipe d'Albanie espoirs le 22 mars 2024 contre la Finlande. Il est titulaire lors de cette rencontre perdue par son équipe sur le score de trois buts à un.